# Belec, Zlatar
Belec je naselje na Hrvaškem, ki upravno spada pod mesto Zlatar Krapinsko-zagorske županije.

## Lega
Belec leži 8 km severozahodno od naselja Zlatar na nadmorski višini 276 m pod južnimi pobočji 1061 m visoke Ivanščice.

## Zgodovina
Z arheološkimi izkopavanji so dokazali, da je bila okolica Belca poseljena že v prazgodovini, na kar nakazujejo najdene kamnite sekire. Srednjeveški grad Belec, ki je v ruševinah, se v starih listinah prvič omenja leta 1334 kot castrum Belech i Bieltz, ko je bil v lasti Petra Gisinovca. Leta 1399 pa ga je kralj Sigismund Luksemburški daroval Hermanu II. Celjskemu. Župnijska cerkev Sv. Marije Snježne je bila zgrajena leta 1647, sedanjo obliko pa je dobila med leti 1736 do 1741, ko je bila prenovljena in povečana. Cerkev je enoladijska z večkotnim svetiščem in dvema stranskima baročnima kapelama. Ob zahodnem pročelju pa stoji visok zvonik.

## Demografija
| Pregled števila prebivalcev po letih | Pregled števila prebivalcev po letih | Pregled števila prebivalcev po letih | Pregled števila prebivalcev po letih | Pregled števila prebivalcev po letih | Pregled števila prebivalcev po letih | Pregled števila prebivalcev po letih | Pregled števila prebivalcev po letih | Pregled števila prebivalcev po letih | Pregled števila prebivalcev po letih | Pregled števila prebivalcev po letih | Pregled števila prebivalcev po letih | Pregled števila prebivalcev po letih | Pregled števila prebivalcev po letih | Pregled števila prebivalcev po letih |
| ------------------------------------ | ------------------------------------ | ------------------------------------ | ------------------------------------ | ------------------------------------ | ------------------------------------ | ------------------------------------ | ------------------------------------ | ------------------------------------ | ------------------------------------ | ------------------------------------ | ------------------------------------ | ------------------------------------ | ------------------------------------ | ------------------------------------ |
| 1857                                 | 1869                                 | 1880                                 | 1890                                 | 1900                                 | 1910                                 | 1921                                 | 1931                                 | 1948                                 | 1953                                 | 1961                                 | 1971                                 | 1981                                 | 1991                                 | 2001                                 |
| 270                                  | 335                                  | 373                                  | 423                                  | 527                                  | 524                                  | 486                                  | 540                                  | 581                                  | 623                                  | 560                                  | 521                                  | 457                                  | 469                                  | 370                                  |